# Rainer Zendron

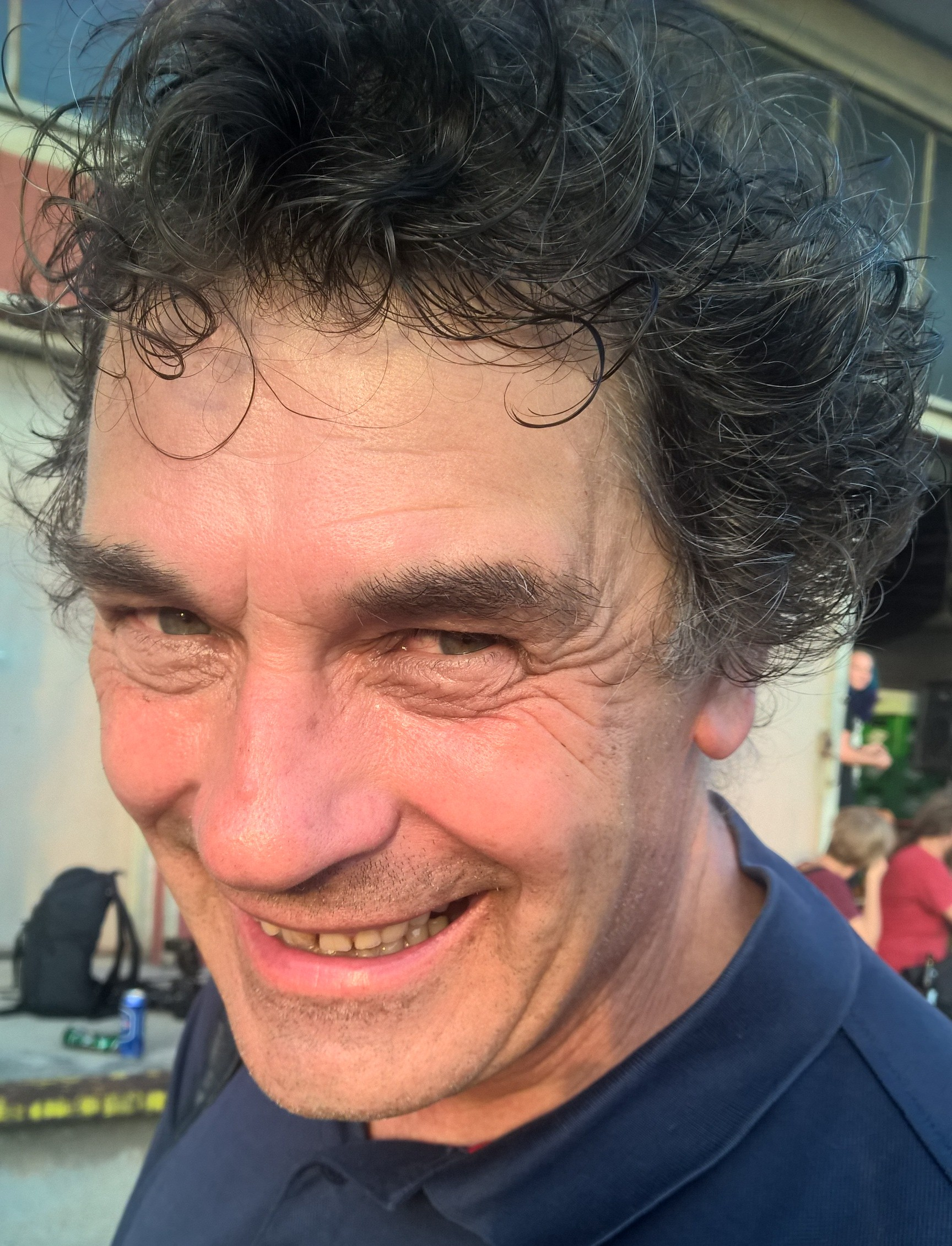
Rainer Zendron (2016)

Rainer Zendron (* 27. Oktober 1955 in Linz, Oberösterreich) ist ein österreichischer Künstler und Kurator. 2017, etwa im März, legte er seine Funktion als Vizerektor an der Kunstuniversität Linz. zurück, als Universitätsprofessor ging er November 2020 in Pension.

## Leben
Rainer Zendron stammt aus Linz und hat einen älteren Bruder. Er hat eine Lehre als Fotograf absolviert und später an der Kunstuniversität bei Laurids Ortner studiert.
Er engagierte sich in mehreren politischen Organisationen und gesellschaftlichen Zusammenhängen: In maoistischen Gruppen, bei den Grünen; gegen Rassismus und Neokolonialismus, gegen Faschismus und Rechtsradikalismus, in Umweltfragen, insbesondere auch gegen die Inbetriebnahme des Kernkraftwerks Zwentendorf. Viele lokale Aktivisten verfolgten am Abend des 5. Novembers 1978 am Fernsehgerät im Saal des Bahnhofsrestaurants die Auszählung der Volksabstimmung, die ein knappes Nein ergab. Aus Freude über den Erfolg marschierte die Gruppe von vielleicht 50 AKW-Gegnern äußerst flott entlang der Gleise der 3er-Straßenbahn bis zum Hauptplatz, R.Z. war vorne mit dabei.
Mit anderen Künstlern protestierte er nachts weit nach Mitternacht am Hauptplatz gegen die Demontage der Nike-Skulptur vom Dach der Kunsthochschule (Finanzgebäude West) per Autokran. Seit Jahren ist dieselbe Nike nun wieder auf einem Dach der Schule – jedoch an der Adresse Domgasse 1.
Rainer Zendron war seit 1992 Hochschullehrer und hatte von 2000 bis 2011 die Funktion als Vizerektor für Studien und Lehre und von 2011 bis 2017 jene als Vizerektor für Forschung und Entwicklung der Künste an der Universität für künstlerische und industrielle Gestaltung Linz inne. Bis 2020 war er im Vorstand von forum Kunstuniversität Linz, dem Serviceverein für die Absolventen.

### Kulturpolitische und konzeptionelle Tätigkeit (Auszug)
Von 1980 bis 1995 arbeitete er in der Künstlergruppe Stadtwerkstatt mit, etwa zehn Jahre davon in künstlerischer und konzeptioneller Leitungsfunktion. Während dieser Zeit war er mit konzeptionellen, künstlerischen und kooperativen Arbeiten an zahlreichen lokalen und internationalen Projekten beschäftigt. Von 1983 bis 1986 hatte er den Vorsitz der Hochschülerschaft an der Kunstuniversität Linz inne. 1989/90 war er (m.A.) mit der Erstellung eines Konzepts für Gründung, Aufbau und Entwicklung des O.K–Centrums für Gegenwartskunst für die Oberösterreichische Landesregierung betreut, dem er seit 1991 als künstlerischer Beirat angehörte, und wo er seit 1995 auch immer wieder als Kurator tätig ist. Ebenfalls erstellte er in den Jahren 1991/92 für die OÖ Landesregierung ein Konzept für Gründung, Aufbau und Entwicklung des Festivals der Regionen, das er in Folge von 1993 bis 2000 auch als Kurator betreute. Er konzipierte und gründete (m.A.) von 1993 bis 1996 das Architekturforum Oberösterreich. 1997/98 war er für die Konzeption mit kuratorischer Tätigkeit zum Europäischen Kulturmonat Linz für den Magistrat Linz verantwortlich.

#### Mitgliedschaften
- 1984 bis 1986 Mitglied der Hochschulplanungskommission im Wissenschaftsministerium
- 1987 bis 1994 Mitglied des Landeskulturbeirats; Stv. Vorsitz, Vorsitz des Fachbeirats Bildende Kunst, Vorsitz des Beirats für interdisziplinäre Kulturarbeit
- 1998/99 Mitglied des Konzeptions- und Redaktionsteams für den Kulturentwicklungsplan der Stadt Linz[6]
- 2013 bis 2017 Mitglied des Beirats des BMBF V/7 für interdisziplinäre Kulturarbeit
- seit 2019 stv. Vorsitzender des Linzer Stadtkulturbeirats

### Künstlerische und kuratorische Tätigkeit (Auszug)
Im Rahmen seiner künstlerisch-kooperativen Arbeit engagierte sich Zendron von 1980 bis 1990 in der Stadtwerkstatt bei lokalen und internationalen Projekten (A/CH/D/F), die sich grundsätzlich als kollektive und integrative künstlerische Arbeiten verstanden. So wurde stets bedacht, dass künstlerische, kuratorische und organisatorische Aspekte eines Projektes gemeinsam in der Gruppe bearbeitet und entschieden wurden. 1982 war er mit Arbeiten auf der Biennale der Fotografie in Mexiko-Stadt zu sehen.
Als Kurator betreute er 1992 unter dem Titel Kraft des Materials, ein prozessorientiertes Projekt, bei dem sich Künstler und Theoretiker unterschiedlicher Sparten versuchten am Thema Material abzuarbeiten. Ebenso war er 1994 mit Augen der Architektur am prozessorientierten Projekt, bei dem von Künstlern und Architekten mit Räumen interagiert wurde verantwortlich. Weitere Projekte, an denen er kuratorisch tätig war, waren:
- 1994/97 Kunst am Bau: zum Umbau des O.K-Centrums
- 1995 Phantasma und Phantome
- 1995 HausGeburt (Architekturmodell)
- 1996 Wa(h)re Kunst (m.A.)
- 1996 Archiv X (Museum als Archivschrein)
- 1998 Das Leben ist der Fall (Architekturforum Linz)
- 1998 natürlich / künstlich (Spannungsfeld zwischen Natur und Kunst)
- 1998 Cyberart 98 (m.A. – ars electronica)
- 1999 Randzonen[9]
- 2000 Cyberart 00[10]
- 2006, 2008, 2009 und 2010: Biennale Curvee (OK-Centrum für Gegenwartskunst)
- 2008 Tiefenrausch (m.A. – Kulturhauptstadt 2009)
- 2008 Strom des Vergessens – (m.A. – OK-Centrum für Gegenwartskunst)
- 2011, 2013, 2014, 2015, 2016 Höhenrausch (m.A. OÖkulturquartier) – Linzer Höhenrausch
- 2013 Divergenzen & Korrelationen – ein Versuch (Kunstuniversität Linz, zu 100 Jahre KünstlerInnenvereinigung MAERZ)[11]

## Veröffentlichungen
- Beiträge in und Herausgeber und Mitherausgeber von zahlreichen Katalogen
- Artikel in Kunst- und Architekturzeitschriften (Architektur aktuell, forum, archis, Kunstzeitung, Basler Zeitung, Kunstforum international, springerin, Falter)
- Kunst im Kontext (Publikation m.A., 1996)
- Konzeptionelle Kunstentwicklung – Strategien, Entwürfe und Realisierung (Habilitationsschrift)[12]

## Kunstwerk
Ein Kunstwerk hat Rainer Zendron mit der Gruppe Stadtwerkstatt um 1980/1990 in Linz im Donaupark 100 m südwestlich des Brucknerhauses errichtet – einen kegeligen Ziegelturm durchdrungen von einem großen Kreissägeblatt. Position: N48.309675, E14.291327.